# Намсарай, Содном
Содном Намсарай (монг. Намсрайн Содном, 25 мая 1923, Завхан — 5 сентября 2002 или 2002) — монгольский учёный в области физики, организатор науки и образования, кандидат физико-математических наук, профессор, действительный член (1975) и Президент (1987—1991) Монгольской академии наук, вице-директор ОИЯИ (1967—1973). Ректор Монгольского государственного университета (1973—1984). Заслуженный деятель образования Монголии, почётный доктор Технического университета (Улан-Батор).

## Биография
Окончил Монгольский государственный университет (1946, с отличием, первый выпуск). Со второго курса работал лаборантом на кафедре физики, преподавал физику и математику младшекурсникам. В 1945 году вступил в Монгольскую народно-революционную партию.
В 1949 году поступил в аспирантуру при Московском государственном университете им. М. В. Ломоносова. Кандидат физико-математических наук (1953, тема диссертации «Исследование инструментальных ошибок наклономеров»), защита прошла в МГУ.
В 1946—1956, 1959—1967 преподавал в Монгольском государственном университете: доцент, профессор, заведовал кафедрой физики (1953—1956), вёл научную работу (вначале в области геофизики). С 1973 по 1984 год — ректор Университета.
Работал в ОИЯИ в Дубне (1956—1959, 1967—1973, 1985—1987): член учёного совета, научный сотрудник, начальник сектора, с 19 января 1967 года избран вице-директором, с 1988 по 1991 год представлял Правительство Монголии в Комитете Полномочных представителей в ОИЯИ.
В 1961 году избран членом-корреспондентом Монгольской академии наук, в 1975 году — действительным членом (академиком). С 1987 по 1991 год возглавлял Академию наук Монголии.

## Научные интересы
Вёл исследовательскую работу в области ядерной спектроскопии, рентгенофлюоресцентного и ядерного активационного анализа. Пионер в изучении возможности использования ядерной энергии и создании атомной электроэнергетики в Монголии, подготовил необходимых специалистов и разработал основы для создания учебного и исследовательского реактора.